# 慕林杉
慕林杉（1978年11月11日—），天津市河北区人，毕业于中国传媒大学，原中国中央电视台主持人、记者，现为红杉资本公共和公益事务部总经理。

## 生平
1978年，慕林杉出生于天津市，大学在北京广播学院（今中国传媒大学）攻读了四年。
2002年，慕林杉在海南省海口市旅游卫视担任记者。
2003年，慕林杉调到中国中央电视台，担任《为您服务》的主持人。5月份开始，慕林杉主持《天气资讯》。
2004年，慕林杉担任《约会新七天》的主持人。
2008年，慕林杉担任《新闻导航》主持人。
2009年，慕林杉担任《新闻直播间》、《共同关注》、《国际时讯》、《24小时》四个节目的主持人。

## 奖项
2004年，慕林杉荣获《新周刊》“中国电视节目新人奖”。